# Pterolophia partepostflava
Pterolophia partepostflava là một loài bọ cánh cứng trong họ Cerambycidae.